# 埼玉電視台
埼玉電視台（日语：／ Terebi Saitama ?）是日本的一家以埼玉縣為播出地區的獨立UHF電視台，開播于1979年4月1日。簡稱「TVS」、「玉視」（テレ玉），呼號為JOUS-DTV（數位電視），遙控器號碼是3頻道。埼玉電視台最大股東為埼玉縣政府（10%），第二大股東是日本電視控股（8.26%）。

## 沿革
- 1969年10月17日，埼玉電視台籌備處獲配埼玉縣內一個UHF電視頻道。
- 1978年3月17日，埼玉電視台取得籌備許可。
- 1979年4月1日，埼玉電視台無線類比電視頻道開播，呼號為JOUS-TV，同時與神奈川電視台及千葉電視台締結合作關係。
- 1982年3月1日，埼玉電視台與近畿放送（現京都放送）及SUN電視台締結合作關係。
- 2001年4月1日，埼玉電視台啟用NEC製造的新主控室，同時開播多聲道節目，是全日本民營電視台中最晚開播多聲道節目者。
- 2003年4月1日，埼玉電視台、神奈川電視台、千葉電視台、東京都會電視台合組「首都圈Net 4」（首都圏ネット4）。
- 2003年12月25日，埼玉電視台向總務省關東綜合通信局（日语：関東総合通信局）遞交高解析度電視廣播設備整備事業實施計畫認定書。
- 2004年7月12日，埼玉電視台與中華人民共和國山東省淄博市广播电视台締結友好關係協定。
- 2004年8月2日，埼玉電視台第二攝影棚完成更新高解析度電視設備。
- 2005年3月3日，埼玉電視台向總務省關東綜合通信局遞交無線數位電視營運申請書。
- 2005年4月23日，埼玉電視台轉播日本職業足球聯賽的浦和紅鑽v.s.大阪櫻花，是獨立UHF電視台中第一個多聲道節目。
- 2005年6月10日，總務省關東綜合通信局核發無線數位電視營運籌備許可證給埼玉電視台。
- 2005年11月25日，總務省關東綜合通信局核發無線數位電視營運許可證給埼玉電視台，埼玉電視台同時實施無線數位電視與無線類比電視同步廣播。
- 2005年12月3日，埼玉電視台以高解析度電視訊號轉播日本職業足球聯賽的新潟天鵝v.s.浦和紅鑽，是獨立UHF電視台中首次高解析度轉播。
- 2006年4月1日，埼玉電視台開播1seg節目，埼玉電視台簡稱改為「玉視」（テレ玉），埼玉電視台官方網站變更網址且大改版。
- 2006年4月1日，由於東京都會電視台實質退出「首都圈Net 4」，「首都圈三角（日语：首都圏トライアングル）」改組為「首都圈三角」（首都圏トライアングル）。
- 2006年11月13日，埼玉電視台在首都圈三角間開播高解析度節目。
- 2007年4月1日，埼玉電視台、神奈川電視台、千葉電視台、三重電視台、京都放送、SUN電視台合組「東名阪Net6（日语：東名阪ネット6）」。
- 2007年6月1日，埼玉電視台新聞攝影機全部更換為高解析度攝影機。
- 2008年4月1日，埼玉電視台開始運用緊急地震速報。
- 2008年10月22日，埼玉電視台網路商店《玉視家》（テレ玉家）開幕。
- 2011年7月24日中午，埼玉電視台無線類比頻道停播。
- 2016年3月15日，埼玉電視台別館竣工[5]。
- 2021年7月6日，開始在TVer上播出自製節目[6]

## 外部連結
- 埼玉電視台官方網站 （页面存档备份，存于）
- 埼玉電視台的X（前Twitter）
- YouTube上的埼玉電視台頻道
- 埼玉電視台數位電視頁面 （页面存档备份，存于）
- 埼玉電視台音樂 （页面存档备份，存于）
- 埼玉電視台planning （页面存档备份，存于）